# Füchse Berlin Reinickendorf
Füchse Berlin Reinickendorf is een Duitse sportclub uit het Berlijnse stadsdeel Reinickendorf. De club werd opgericht in 1891. De club is het meest bekend voor zijn voetbalafdeling, maar is ook actief in handbal, basketbal, bowling, boksen, cricket, hockey, zwemmen, tennis, tafeltennis, turnen en volleybal.

## Geschiedenis
De club werd opgericht op 28 januari 1891 als Turn Verein Reinickendorf. Ter ere van Adolf Dorner, die een toonaangevende rol speelde in het promoten van gymnastiek in Duitse scholen, werd de naam in september 1893 gewijzigd in Turnverein Dorner. Nadat de vereniging uitbreidde met andere sporttakken werd de naam gewijzigd in Turn- und Sportverein Dorner in 1903.
In november 1937 fusioneerde TSV Dorner met RFC Halley-Concordia 1910 en Reinickendorfer Hockeyclub en werd zo Turn- und Rasensportverein Reinickendorf (TuRa).
Na de Tweede Wereldoorlog werden alle Duitse voetbalclubs ontbonden. De sportclub werd heropgericht eind 1945 als SG Reinickendorf Ost. De voetbalafdeling richtte echter een andere club op, SG Felseneck. In april 1947 veranderde SG Reinickendorf Ost de naam in Berliner Turn- und Sportverein von 1891 Reinickendorfer Füchse. Felseneck veranderde in juli 1948 de naam in RFC Halley-Borussia en sloot zich in december van dat jaar aan bij de Füchse.
De club speelde aanvankelijk in de lagere reeksen en promoveerde in 1958 naar de Amateurliga Berlin, de derde klasse. Na de invoering van de Bundesliga in 1963 werd de club ingedeeld in de Regionalliga Berlin, een van de vijf tweede klassen. Na enkele middenmootplaatsen degradeerde de club in 1969. Bijna drie decennia lang bleef de club actief in de derde klasse. Dit in tegenstelling tot de meeste Berlijnse clubs die ooit op het hoogste niveau speelden en langzaam wegzakten naar de onderste regionen van het Duitse voetbal. In 1989 en 1990 was de club kampioen geworden, maar slaagde erin de eindronde om promotie naar de 2. Bundesliga niet in om te promoveren.
In 1998 volgde dan een degradatie naar de Oberliga NOFV-Nord, waar de club zeven seizoenen speelde alvorens te degraderen naar de Verbandsliga, de vijfde klasse. In 2008 promoveerde de club terug naar de Oberliga, maar door de invoering van de 3. Liga bleef de club wel op hetzelfde niveau spelen omdat de Oberliga nu de vijfde klasse werd. In 2011 degradeerde de club. In 2012 werd de huidige naam aangenomen. In 2014 degradeerde de club naar de Landesliga en kon na één seizoen terugkeren.

## Voetbal seizoen per seizoen
| - 1963-64 (II) Regionalliga Berlin 7de - 1964-65 (II) Regionalliga Berlin 10de - 1965-66 (II) Regionalliga Berlin 11de - 1966-67 (II) Regionalliga Berlin 13de - 1967-68 (II) Regionalliga Berlin 11de - 1968-69 (II) Regionalliga Berlin 16de - 1969-70 (III) Amateurliga Berlin 7de - 1970-71 (III) Amateurliga Berlin 10de - 1971-72 (III) Amateurliga Berlin 8ste - 1972-73 (III) Amateurliga Berlin 5de - 1973-74 (III) Amateurliga Berlin 5de - 1974-75 (III) Amateurliga Berlin 7de - 1975-76 (III) Amateurliga Berlin 8ste - 1976-77 (III) Amateurliga Berlin 4de - 1977-78 (III) Amateurliga Berlin 9de - 1978-79 (III) Am.Oberliga Berlin 9de - 1979-80 (III) Am.Oberliga Berlin 11de - 1980-81 (III) Am.Oberliga Berlin 2de - 1981-82 (III) Am.Oberliga Berlin 5de - 1982-83 (III) Am.Oberliga Berlin 9de - 1983-84 (III) Am.Oberliga Berlin 3de - 1984-85 (III) Am.Oberliga Berlin 5de - 1985-86 (III) Am.Oberliga Berlin 4de | - 1986-87 (III) Am.Oberliga Berlin 10de - 1987-88 (III) Am.Oberliga Berlin 3de - 1988-89 (III) Am.Oberliga Berlin 1ste - 1989-90 (III) Am.Oberliga Berlin 1ste - 1990-91 (III) Am.Oberliga Berlin 5de - 1991-92 (III) Am.Oberliga Nordost 10de - 1992-93 (III) Am.Oberliga Nordost 12de - 1993-94 (III) Am.Oberliga Nordost 3de - 1994-95 (III) Regionalliga Nordost 6de - 1995-96 (III) Regionalliga Nordost 9de - 1996-97 (III) Regionalliga Nordost 14de - 1997-98 (III) Regionalliga Nordost 16de - 1998-99 (IV) Oberliga NOFV-Nord 7de - 1999-00 (IV) Oberliga NOFV-Nord 2de - 2000-01 (IV) Oberliga NOFV-Nord 7de - 2001-02 (IV) Oberliga NOFV-Nord 8ste - 2002-03 (IV) Oberliga NOFV-Nord 11de - 2003-04 (IV) Oberliga NOFV-Nord 9de - 2004-05 (IV) Oberliga NOFV-Nord 15de - 2005-06 (V) Verbandsliga Berlin 4de - 2006-07 (V) Verbandsliga Berlin 3de - 2007-08 (V) Verbandsliga Berlin 1ste - 2008-09 (V) Oberliga NOFV-Nord 6de |